# モーセの発見 (ヴェロネーゼ、ワシントン・ナショナル・ギャラリー)
『モーセの発見』（モーセのはっけん、伊: Il ritrovamento di Mosè, 英: The Finding of Moses）は、ルネサンス期のイタリアのヴェネツィア派の画家パオロ・ヴェロネーゼが1581年から1582年頃に制作した絵画である。油彩。『旧約聖書』「出エジプト記」で言及されている生まれたばかりの預言者モーセがナイル川の川岸で救出されるエピソードを主題としている。現在はワシントンD.C.のナショナル・ギャラリー・オブ・アートに所蔵されている。また本作品のヴァリアントが多くの美術館に所蔵されている。

## 主題
「出エジプト記」第2章によると、エジプトを統治していたファラオは国内に増え続けるユダヤ人を恐れ、男子が生まれたなら赤子をすべて殺すよう命じた。モーセの実の母ヨケベドはパピルスで編んだ箱に生まれて間もないモーセを入れ、ナイル川の川岸の葦の草むらの中に置いた。そこにエジプトの王女と侍女たちが水浴びに訪れ、モーセを発見すると、王女に仕えていたモーセの姉ミリアムが機転を利かせて乳母を見つけてくると言ってヨケベドを連れてきた。こうしてモーセは母のもとに戻され育てられたという。

## 作品

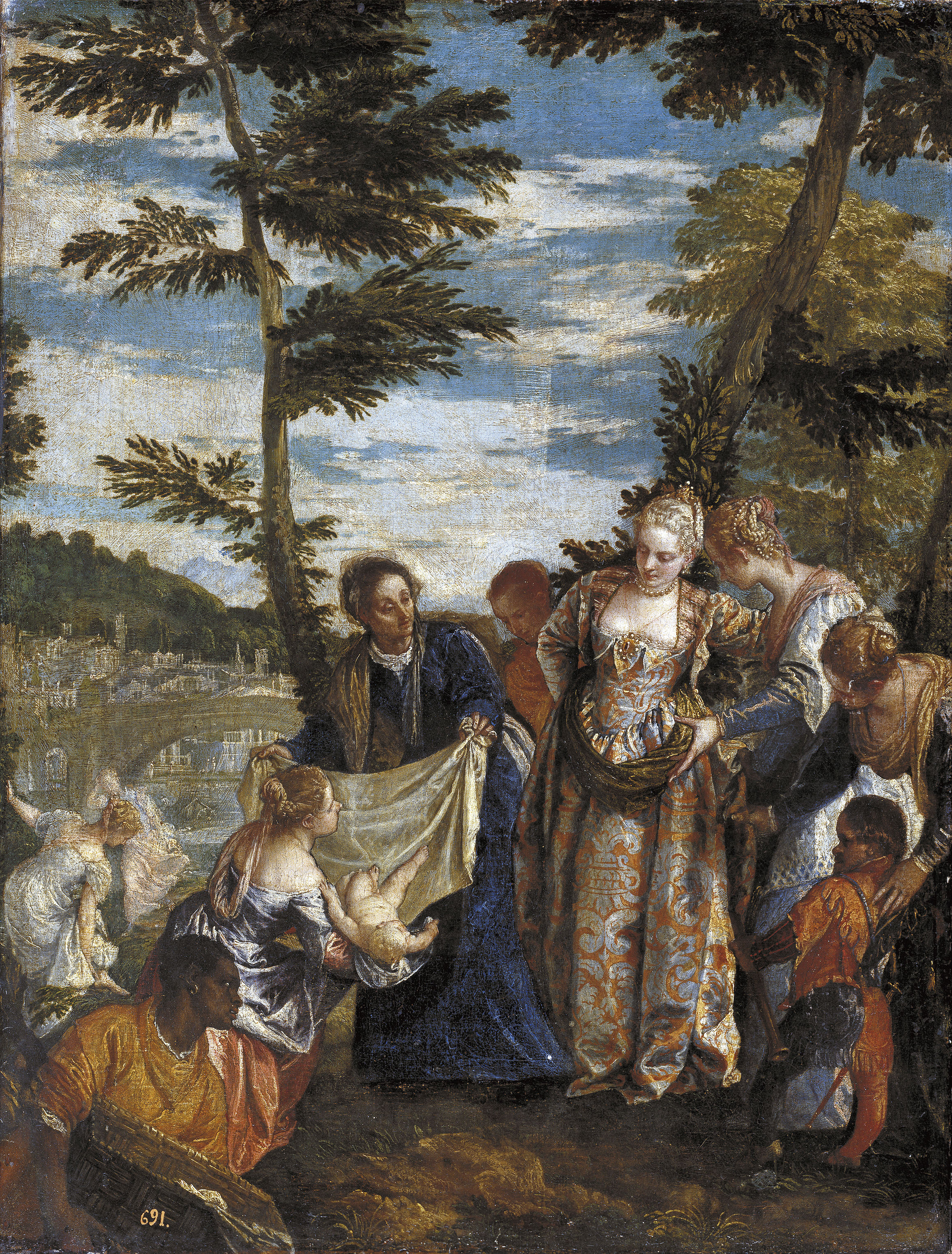
パオロ・ヴェロネーゼの『モーセの発見』。1580年頃。プラド美術館所蔵。

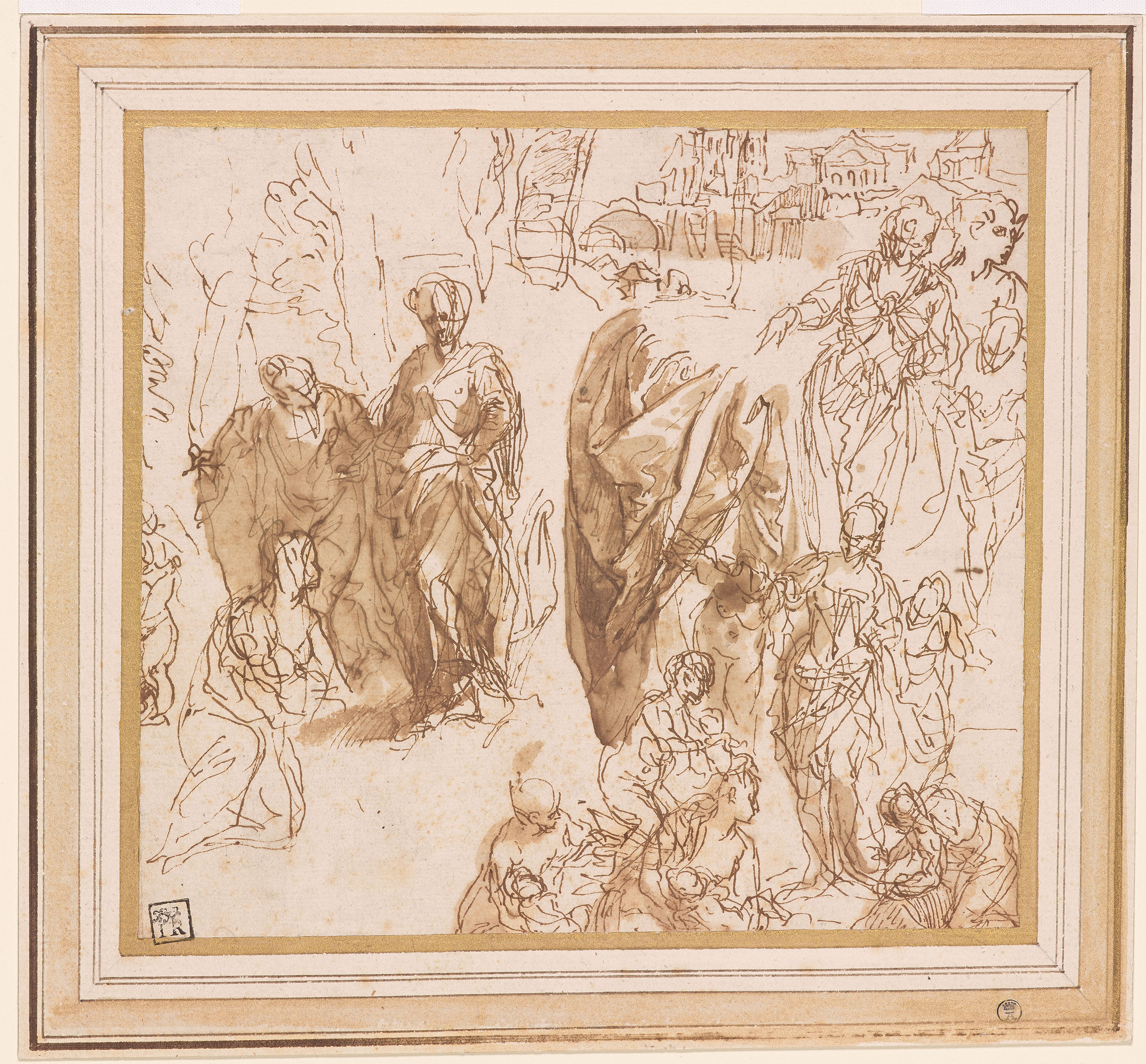
ヴェロネーゼの「モーセの発見の習作」。モルガン図書館所蔵。

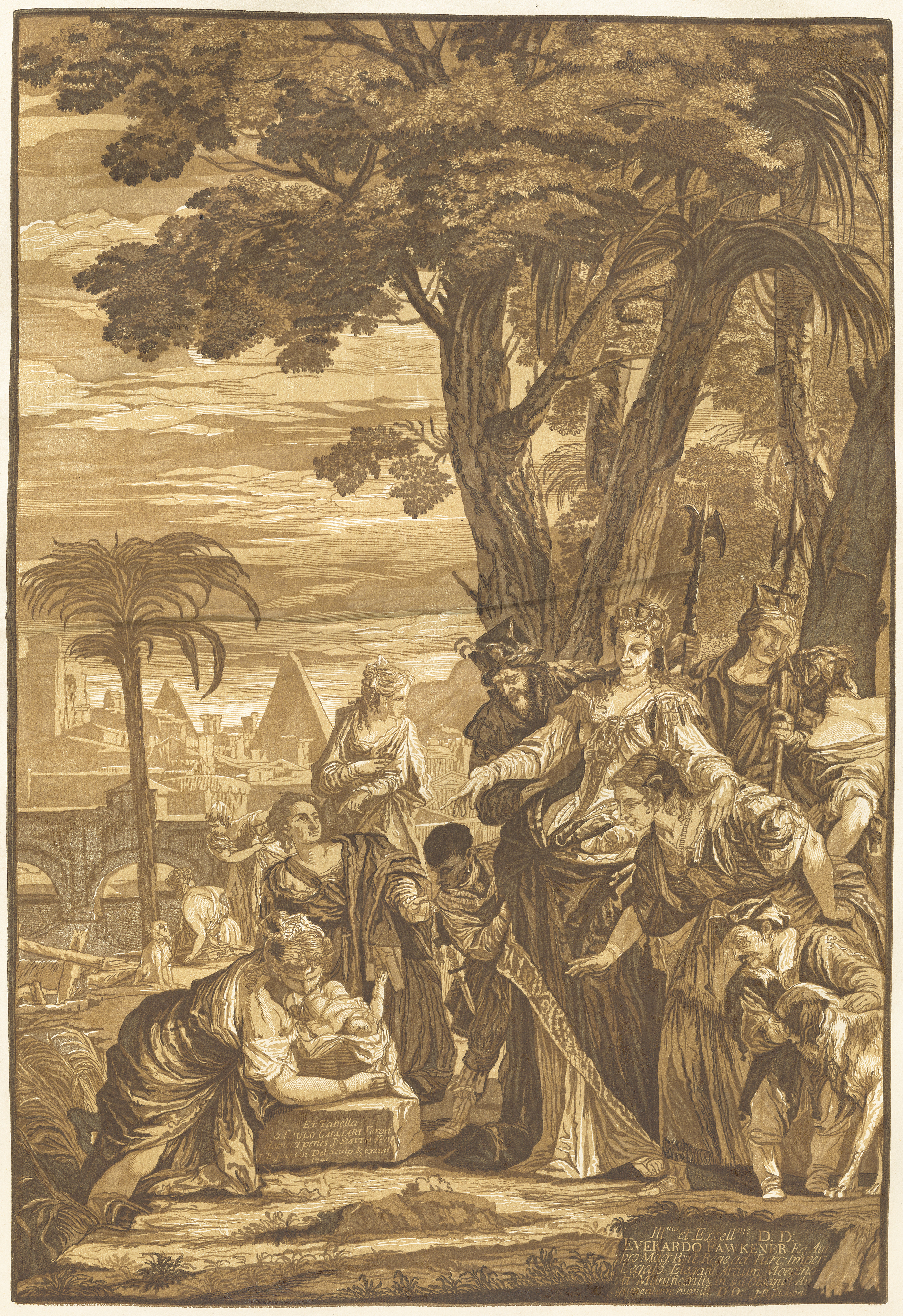
ジョン・バプティスト・ジャクソンの木版画。1741年。

ナイル川で拾い上げられた赤子のモーセが王女に差し出されている。王女は左隣の侍女に寄りかかりながら、前に進み出るために左足を上げている。王女の前でひざまずき、モーセを抱いている女性はおそらく姉ミリアムであり、布で赤子を包もうとしている年配の女性はモーセの実の母ヨケベドであろう。ヴェロネーゼは『旧約聖書』のエピソードを同時代風に描いた。王女は金と銀の錦織りの豪華なローブと多くの装飾品を身に着けている。首には真珠のネックレスを着け、金髪をまとめた頭には宝石をあしらった黄金の王冠を載せている。王女の周囲は矮人や宮廷風の侍女たちが取り囲んでいる。王女のすぐ横の侍女は縞模様のドレスを着ており、編み込んだ髪に真珠の髪飾りを挟み込んでいる。画面右隅では別の侍女が褐色の矮人の男に身をかがめ、身振りで赤子を示している。矮人の男は縦笛を持ち、紺色と深紅の道化師の衣装を着ている。画面左下隅では黒人の使用人が赤子のモーセが取り出された空の籠を持っており、その奥では2人の召使がモーセの発見に気づかずに服を脱いで川で水浴する準備をしている。キリスト教の予型論的解釈ではモーセは伝統的にイエス・キリストの予型と解釈されたが、ヴェロネーゼはこれらの作品ではモーセの物語の神学的ないし道徳的な意味に関心がなかったようである。
ヴェロネーゼとその工房が制作した同主題の数多くのバージョンの中で最も品質が高く、傑作とされているのはプラド美術館のバージョンである。本作品はいくつかの相違点はあるものの、サイズ、構図ともに、プラド美術館版と非常によく似ている。プラド美術館版は1580年代初頭の作品と考えられ、通常では本作品はその後に制作された質の劣る複製と見なされている。しかし近年の研究でその見解は改められつつある。

### 他のバージョン
他のバージョンは両作品と比べていずれもサイズが大きく、横長の画面に描かれている。これらにはドレスデンのアルテ・マイスター絵画館、リヨン美術館、ディジョン美術館、トリノのサバウダ美術館に所蔵されているものがあり、最後のサバウダ美術館のバージョンは1582年から1584年の間にサヴォイア家のカルロ・エマヌエーレ1世のために描かれた作品である。本作品を含むこれらのバージョンの制作順については諸説ある。例えば美術史家テリージョ・ピニャッティとフィリッポ・ペドロッコ（Filippo Pedrocco）はプラド美術館版が最高の品質であることを理由に最初に描かれたと主張した。ハワード・クーツ（Howard Coutts）はサバウダ美術館版が最も古いとした。クーツによると「モーセの発見」の主題はカルロ・エマヌエーレ1世にとって王朝的な意味合いから選ばれた可能性が高い。それに対して他のバージョンはヴェネツィアの美術市場向けに同じ主題を繰り返し制作されたと考えられ、主題の意味合いは薄れたと思われる。リチャード・コック（Richard Cocke）はディジョン美術館版を最初の作品とした。背景の異時同図法的描写が1570年代に制作されたドゥカーレ宮殿所蔵の『エウロペの略奪』（Ratto di Europa）と似ていることがその根拠であった。
ウィリアム・R・リーリック（William R. Rearick）によると最も古いバージョンは失われているが、その構図はジョン・バプティスト・ジャクソンによる1741年の木版画およびロイヤル・コレクションのハンプトン・コート宮殿所蔵のセバスティアーノ・リッチの模写に記録されているという。リーリックはニューヨークのモルガン図書館所蔵の習作をこの失われたバージョンの準備習作であると解釈した。 リーリックによると、ヴェロネーゼはそののち習作に描いたアイデアのいくつかをプラド美術館版で使用し、失われたバージョンのより小型で洗練されたヴァリアントとして制作した。またそれ以外の一連の横長の構図の作品はそれ以降に工房の助手の助けを借りて描いたものであるとした。

### プラド美術館版との比較
両作品は比較すると細部にいくつかの相違点がある。最も明らかなのは王女の衣装で、プラド美術館版では王女は当時流行していたボディスを着用しているのに対して、本作品では流行から外れている。また他にもドレスの模様、胴回りや襟ぐり、王冠が異なっている。王女のすぐそばにいる侍女はプラド美術館版では無地のドレスを着ているが本作品では縞模様のドレスを着ている。また本作品では王女は左足を上げているが、プラド美術館版ではただ立っている。さらに画面左遠景にある街と丘の細部も異なっている。1968年のレミヒオ・マリーニ（Remigio Marini）をはじめ、ロドルフォ・パルッキーニ、クーツ、ピニャッティといった研究者は、本作品をプラド美術館版と同等の品質を持つ画家自身による複製と判断したものの、プラド美術館版以降のより劣る作品とする見解は根強い。特にビヴァリー・ルイーズ・ブラウン（Beverly Louise Brown）はヴェロネーゼの意図を理解していない工房による複製で、X線写真に基づいてオリジナルの構図を転写したと解釈し、王女の顔立ちは粗野になり、侍女の左手の指は王女の衣服のひだに変化し、水浴する侍女のそばの木が削除されている点など、いくつかの欠点を指摘した。
しかし近年の修復により、欠点のいくつかは後から塗り直された結果であることが判明した。また赤外線リフレクトグラフィーを用いた分析から、画面右端の侍女と矮人が王女のそばにいる縞模様のドレスを着た侍女の上に描かれたことが判明した。この事実は2人が本作品の制作過程で新たに追加された要素であることを意味している。実際に2番目以降のバージョンの複製でこうした変更は起きないと思われ、プラド美術館版の単なる複製ではなく、それどころか本作品のデザインがプラド美術館版に先行するとさえ見なし得る。さらにモルガン図書館の習作で王女の衣装の胸の下に斜めの帯が描かれている人物群を、本作品の王女のドレスの直接の着想源と解釈することも可能である。対照的に失われたバージョンとプラド美術館版では王女はボディスを着用している。一方で本作品のX線写真は王女のドレスがもともとプラド美術館版のものと似ていたことも示している。この習作素描をも絡んだ複雑な構図上の相互関係は、一方が時系列的に先行して描かれたと見なすよりも、両者が同時に描かれたと考えるほうがより正確であろう。したがって本作品も実質的にヴァロネーゼ作と見なすことができ、おそらく前者は発注を受けて描かれたが、後者はバリエーションの見本として工房に保管された可能性が指摘されている。

## 来歴
絵画は18世紀にフランスの画家ルイ＝ミシェル・ヴァン・ローによって所有されていたことが知られている。画家が1771年に死去すると翌1772年12月14日に競売にかけられ、哲学者、美術評論家のドゥニ・ディドロ を通じて美術商オーギュスタン・メナジョ（Augustin Ménageot）がロシア皇帝エカチェリーナ2世のために購入した。1930年11月にベルリンのマシューセン画廊（Matthiesen Galerie）、ロンドンのコルナギ、ニューヨークのノードラー商会を経由して当時のアメリカ合衆国の財務長官であり美術収集家であったアンドリュー・メロンに売却された。1937年5月1日にピッツバーグのアンドリュー・メロン教育慈善信託（The A.W. Mellon Educational and Charitable Trust）に絵画を譲渡し、1937年にナショナル・ギャラリー・オブ・アートに寄贈した。

## ギャラリー
他のバージョン

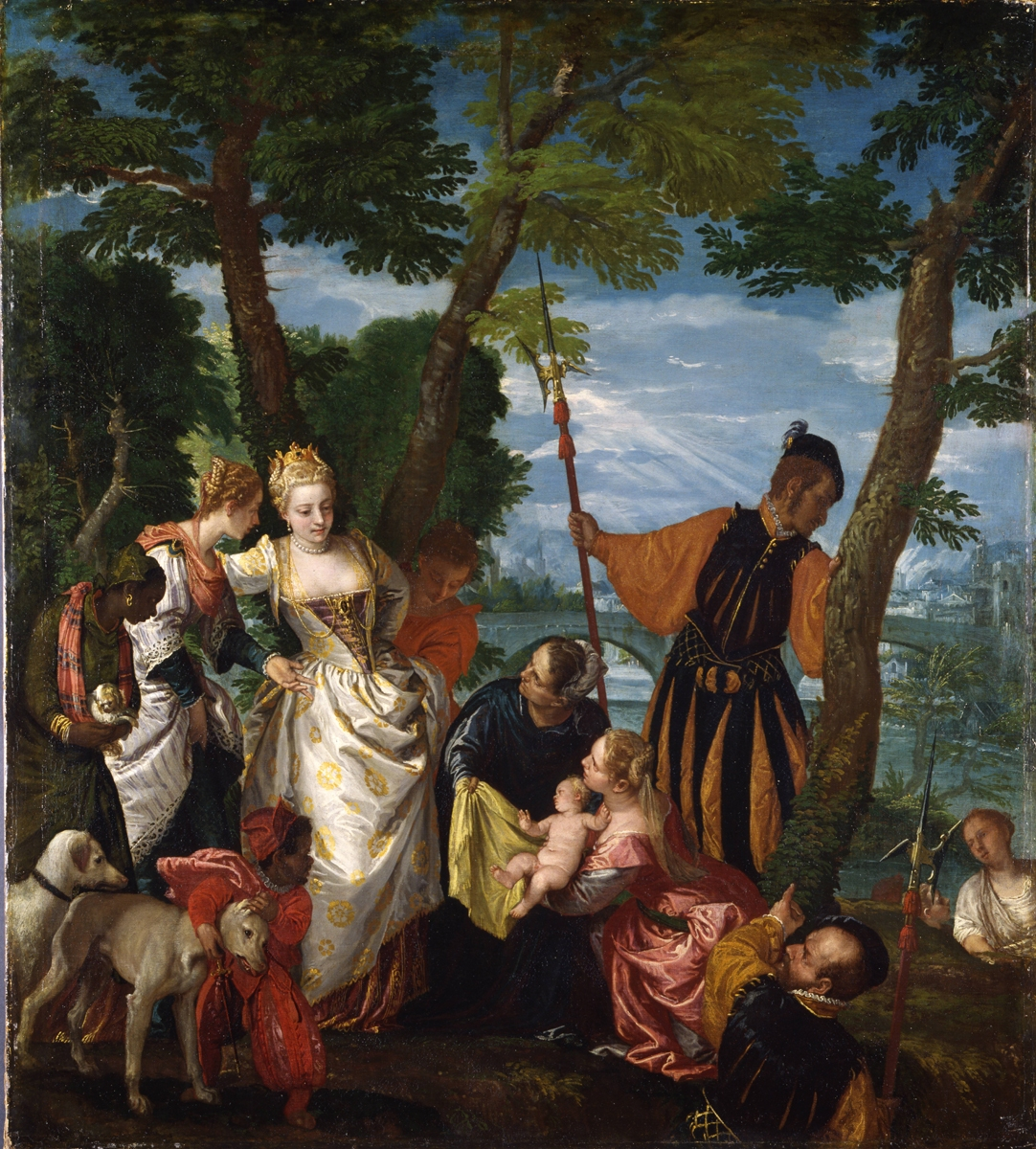
『モーセの発見』1570年-1580年頃 リヨン美術館所蔵
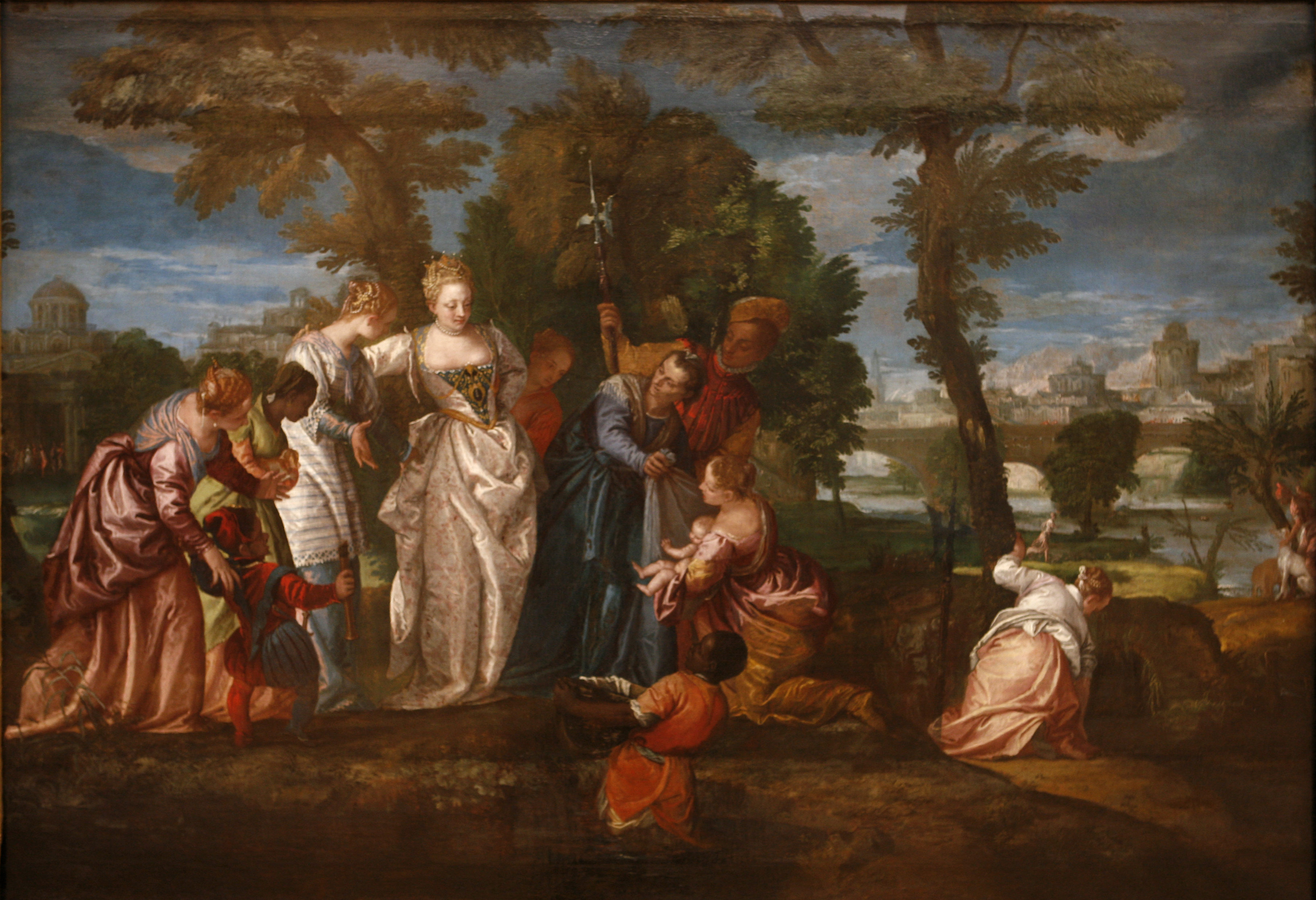
『モーセの発見』1580年頃 ディジョン美術館所蔵
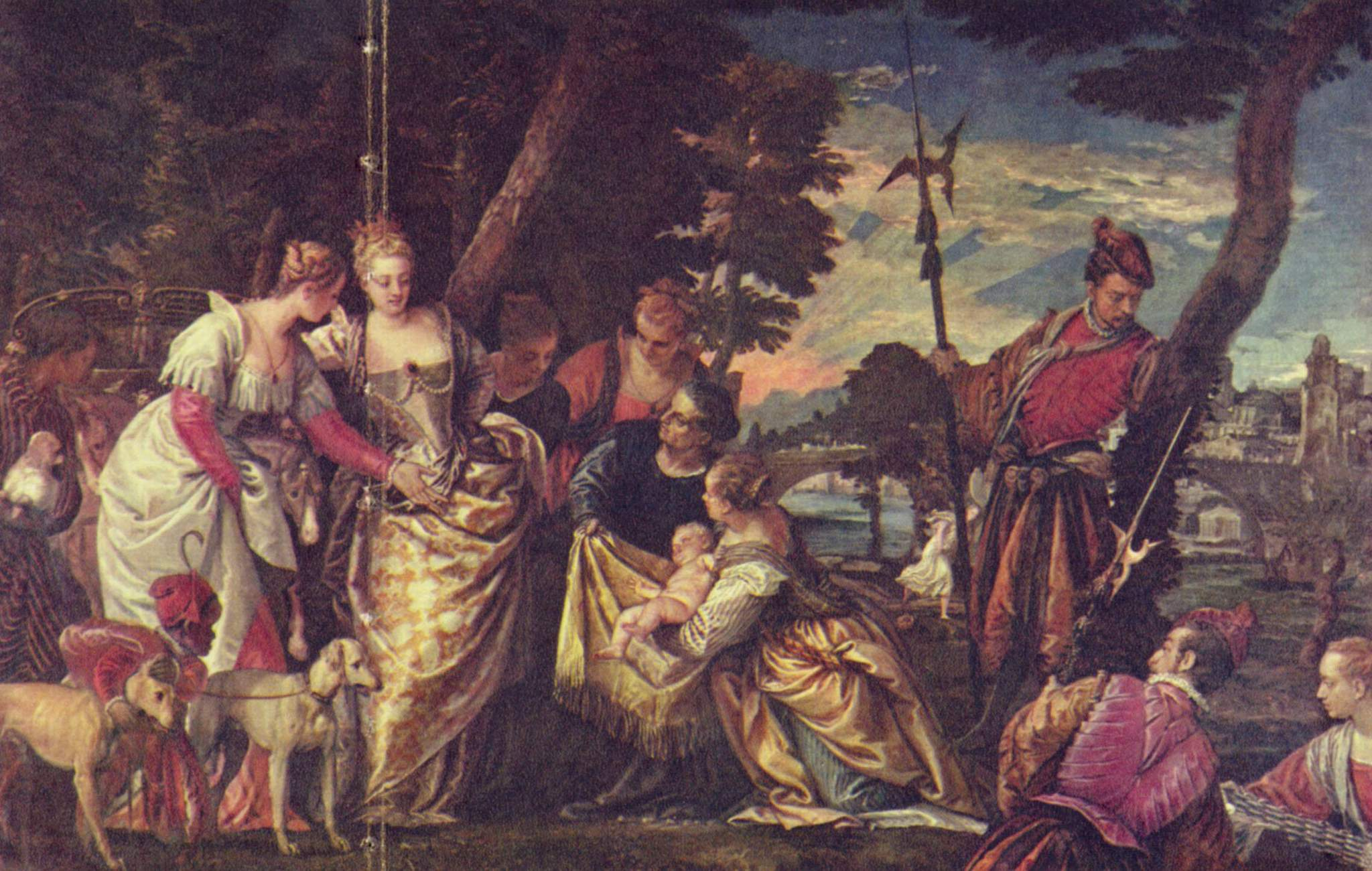
『モーセの発見』1581年-1582年頃 アルテ・マイスター絵画館所蔵
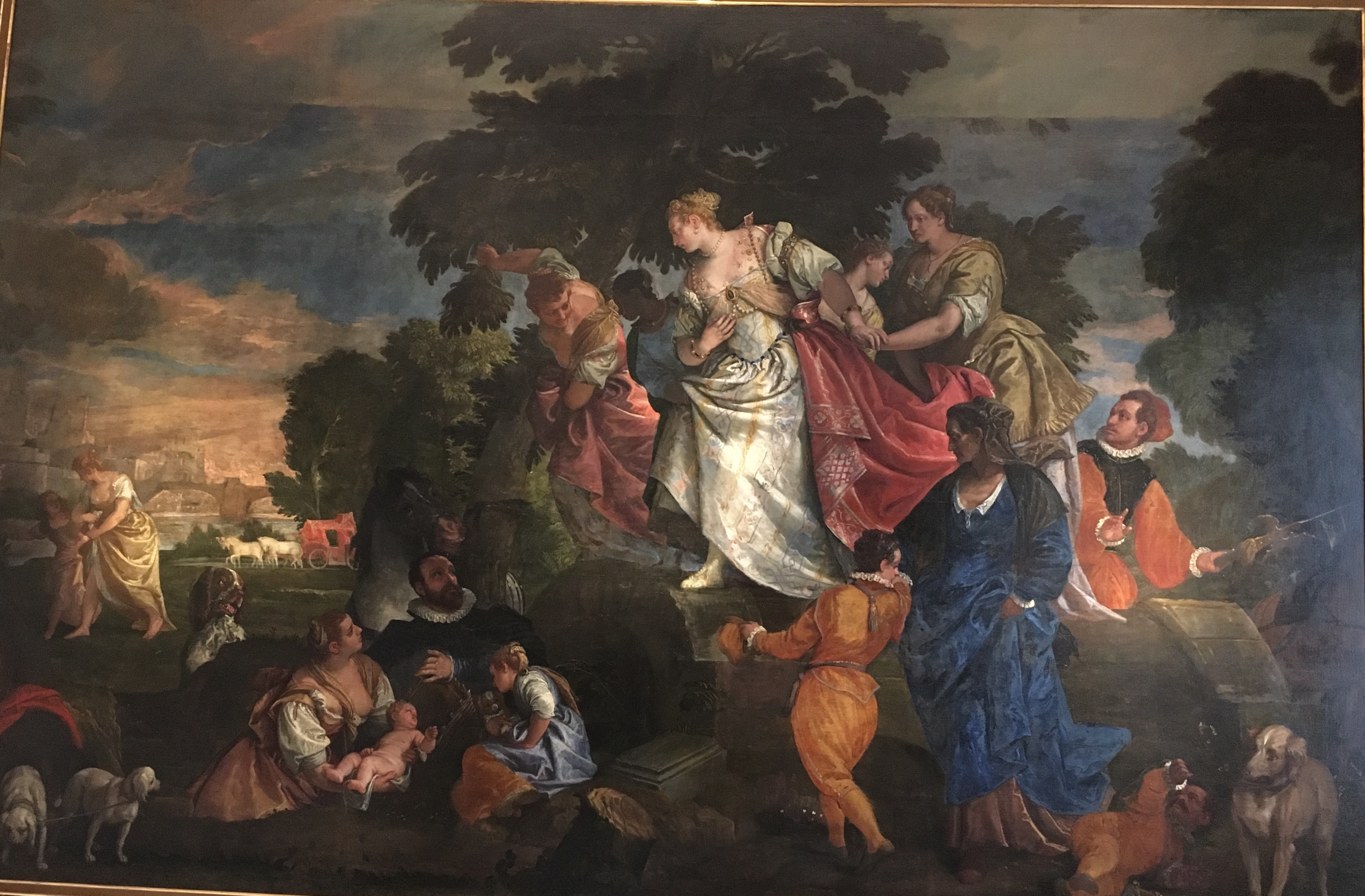
『モーセの発見』1582年頃 サバウダ美術館所蔵
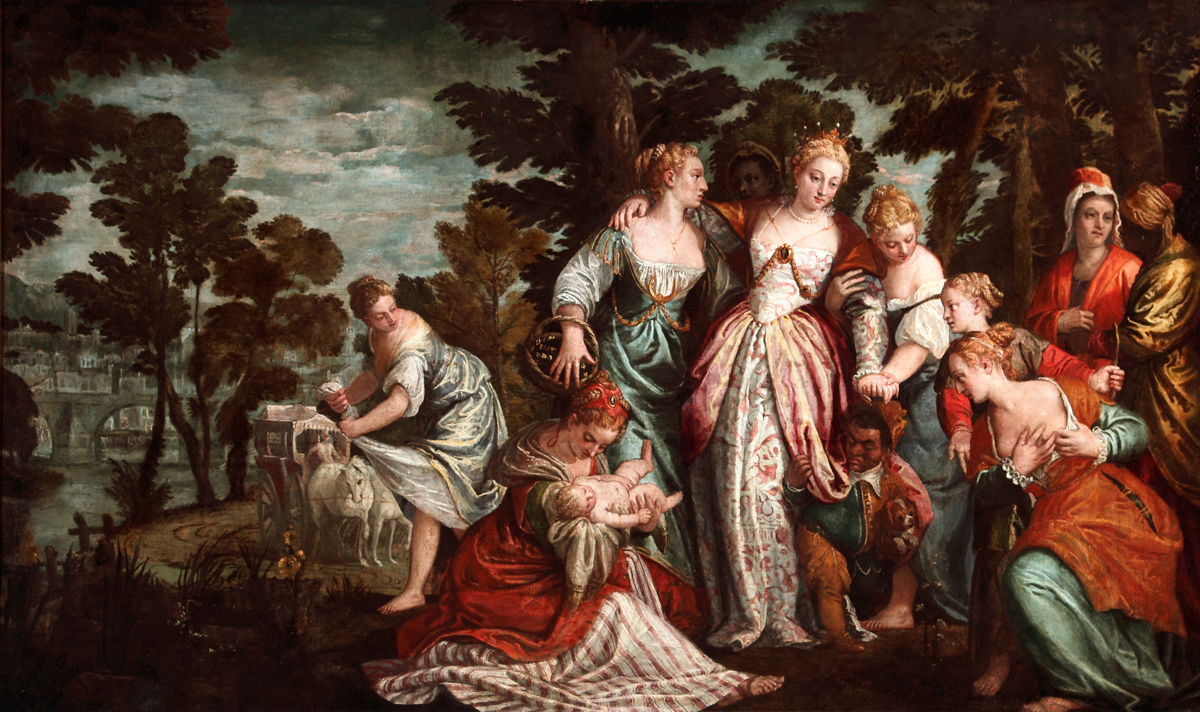
工房作『モーセの発見』1582-1583年頃 ウォーカー・アート・ギャラリー所蔵